# L'era del cinghiale bianco/Luna indiana
L'era del cinghiale bianco/Luna indiana è un singolo del cantautore italiano Franco Battiato, pubblicato in Italia nel 1979 dalla EMI come estratto dall'album L'era del cinghiale bianco.

## Descrizione
La foto in copertina, realizzata da Francesco Messina, è stata riutilizzata per la raccolta Battiato del 1986 e per l'edizione del 40º anniversario dell'album L'era del cinghiale bianco. Il disco è stato ristampato in formato 7" nell'ambito del Record Store Day 2013.
De L'era del cinghiale bianco è stato girato un videoclip, in cui Franco Battiato e il violinista Giusto Pio eseguono il brano in un salottino, alla presenza di un uomo e una donna che appaiono indifferenti e distaccati.

## Tracce
Testi di Franco Battiato, musiche di Franco Battiato e Giusto Pio.
1. L'era del cinghiale bianco – 4:11
2. Luna indiana – 3:30

Durata totale: 7:41